# Subgulina kerzhneri
Subgulina kerzhneri är en insektsart som beskrevs av Krivokhatsky 1996. Subgulina kerzhneri ingår i släktet Subgulina och familjen myrlejonsländor. Inga underarter finns listade i Catalogue of Life.